# 海田庄吾
海田 庄吾（かいだ しょうご）(kaida shogo)は、奈良県奈良市出身の作曲家。
3歳よりヴァイオリンを、11歳よりギターをはじめる。主に映画音楽やドラマ音楽などのサウンドトラック（スコア、劇伴）を手掛けている。
管弦楽だけにとどまらず、あらゆる音楽の精鋭達とのセッションを通して得たユニークな音楽表現で多くの映画に参加している。
『北の桜守』で第42回日本アカデミー賞優秀音楽賞を受賞。
『百円の恋』で第88回アカデミー外国語映画賞の日本代表に選ばれる。
2024年11月3日　生まれ育った奈良 春日大社にて自身の映画音楽を奉納演奏、これは約1200年ほど前から続く奉納演奏の歴史の中での初めての「映画音楽」によるコンサートになった。

## 作品

### 映画音楽
- 放郷物語 THROWS OUT MY HOMETOWN（2006年）
- 猫町（2006年、東映アニメーション）
- Wonderful swim〈ハヴァ、ナイスディ〉（2006年）
- エンマ（2006年）
- ザ・コテージ（2006年）
- 阿波DANCE（2007年）
- 茶々 天涯の貴妃（2007年、東映）
- 釣りキチ三平（2009年、東映）
- わさお（2011年、東映）
- ツレがうつになりまして。（2011年、東映　編曲）
- 荒川アンダー ザ ブリッジ（2012年、ダブ）
- 風俗行ったら人生変わったwww（2013年、セディック）
- 恋する歯車（2013年、東映）
- 愛の渦（2014年、東映）
- 百円の恋（2014年、東映）
- 僕は友達が少ない（2014年、東映）
- 大人ドロップ（2014年、ダブ）
- 花と蛇 Zero（2014年、東映）
- 25 NIJYU-GO（2014年、東映）
- ズタボロ（2015年、東映）
- 14の夜（2016年、東映）
- 罪とバス（2016年、文化庁 VIPO）
- 全員、片想い（2016年、東映）
- 笑う招き猫（2017年、ダブ）
- デメキン （2017年、東映）
- ビジランテ （2017年、東映）
- ブルーハーツが聴こえる（2017年）
- 榎田貿易堂（2018年、ダブ）
- 終わった人 （2018年、東映）
- 北の桜守 （2018年、東映）
- 虹色デイズ（2018年、松竹）
- ギャングース （2018年、キノフィルムズ）
- 銃 （2018年、Katsu-do)
- 映画 としまえん（2019年、東映）
- 貞子（2019年、KADOKAWA）
- 喜劇 愛妻物語（2020年、バンダイナムコアーツ）
- 犬鳴村 （2020年、東映）
- 銃 2020（2020年、Katsu-do）
- ステップ（2020年、エイベックス・ピクチャーズ）
- アンダードッグ（2020年、東映）
- シュシュシュの娘（2021年）
- ようこそ東映殺影所へ（2021年、東映）
- FUNNY BUNNY（2021年、KDDI・日活）
- ヒノマルソウル〜舞台裏の英雄たち〜（2021年、東宝）
- 暴れる、女　＜MIRRORLIAR FILM＞（2021年）
- 聖地X（2021年、ROBOT）
- ブルーサーマル （2022年、東映）
- 野球部に花束を（2022年、KDDI・日活）
- 雑魚どもよ、大志を抱け！（2023年、東映）
- 無情の世界（2023年、STUDIO NAYURA）
- 宇宙人のあいつ（2023年、ハピネットファントム・スタジオ）
- 銀河鉄道の父（2023年、キノフィルムズ）
- ある閉ざされた雪の山荘で（2024年、ハピネットファントム・スタジオ）
- 身代わり忠臣蔵（2024年、東映）
- 水平線（2024年、STUDIO NAYURA）

### ドラマ音楽
- 星ひとつの夜（2007年、フジテレビ金曜プレステージ山田太一ドラマスペシャル）
- ライフ（2007年、フジテレビ）
- ハッピィ★ボーイズ（2007年、テレビ東京）
- もしも明日…おはよう（2007年、NHK）
- ハチミツとクローバー（2008年、フジテレビ）
- 打撃天使ルリ（2008年、テレビ朝日）
- Q.E.D. 証明終了（2009年、NHK）
- ありふれた奇跡（2009年、フジテレビ）
- 荒川アンダー ザ ブリッジ（2011年、TBS）
- REPLAY & DESTROY（2011年）
- ボーイズ・オン・ザ・ラン（2012年、テレビ朝日）
- 遅咲きのヒマワリ〜ボクの人生、リニューアル〜（2012年、フジテレビ）
- 放課後グルーヴ（2013年、TBS）
- GTO（2014年、フジテレビ）
- REPLAY & DESTROY（2015年、TBS）
- 笑う招き猫 （2017年、TBS）
- バウンサー （2017年、BSスカパー）
- 噂の女 （2018年、BSジャパン）
- 盗まれた顔 （2019年、WOWOW ドラマW）
- アンダードッグ （2020年、AbemaTV）
- 正体 （2022年、WOWOW ドラマW）
- Game Of Spy （2022年、Amazon Prime Video）
- 死ぬほど愛して （2025年、AbemaTV）
- 飛鳥クリニックは今日も雨 （2025年、Lemino）
- こんばんは、朝山家です。（2025年、朝日放送テレビ、テレビ朝日）

### アニメ音楽
- S・A〜スペシャル・エー〜（2008年）
- 裏切りは僕の名前を知っている（2010年）
- 91Days（2016年）[1]

### 舞台
- FUNNY BUNNY　     (2007年・新宿SPACE107）
- 燃え尽きる寸前の光  （2008年・シアターVアカサカ）
- ファンタジア　       （2009年・新宿シアターモリエール）
- FUNNY BUNNY 鳥獣と寂寞の空（2012年・青山円形劇場）

- コントと音楽 vol.1 / 振り返れない ライブショー（2019年・モーションブルー横浜）
- コントと音楽 vol.2 / 他人関係 　ライブショー（2020年・モーションブルー横浜）
- コントと音楽 vol.2.5 / 他人関係　番外配信編 　ライブショー（2020年・モーションブルー横浜）
- コントと音楽 vol.3/ くたばるものかよ 　ライブショー（2021年・コットンクラブ）
- コントと音楽 vol.4/ 今度こそ、愛だ 　ライブショー（2022年・コットンクラブ）
- コントと音楽 vol.5/ 楽園はどこだ 　ライブショー（2023年・コットンクラブ）
- コントと音楽 vol.6/ 最低二万回の嘘 　ライブショー（2025年・コットンクラブ）

- 奈良春日大社　夫婦大國社ご修繕記念　「海田庄吾　奉納コンサート」　（2024年・奈良春日大社　林檎の庭）

　ヴァイオリン　海田仁美・相原瞳　ヴィオラ　後藤彩子・中田美穂　
チェロ　福富祥子・中島紗里　コントラバス　関一平　　テナー　水野亜歴　ギター 指揮　海田庄吾

### 上記以外の放送番組
- イケメンチ（2005年、WEBドラマ）
- 太陽通り　NHK FMシアター（2006年）
- テレビ東京　ディズニータイム（2005〜2006年）
- Turn (2008年）
- BeeTV 「のぞき穴」（2012年）
- 24時間女優 -待つ女-　北乃きい×山本徹　ドラマ劇伴（2013年　ひかりTV）
- 24時間女優 -待つ女-　橋本愛×飯塚健　ドラマ劇伴（2014年　ひかりTV）
- 終わりなき悔恨　（東映教育映像）
- ここから歩き始める（東映教育映像）
- 罪とバス（藤井悠輔監督　文化庁 VIPO 2016年）
- HIHO RETURNS   映画秘宝　復活動画（2020年）
- This is FUJITA (2025年）

### 施設・博覧会音楽
- 熱海花の博覧会メインテーマ（2005年）

### 楽曲提供
- 薬師丸ひろ子
  - 僕の宝物(2011年3月2日)　作詞:玉城千春/作曲:海田庄吾
    - (C/W)映画『わさお』サウンドトラック組曲
- Ms.OOJA
  - 映画「犬鳴村」主題歌「HIKARI (2020年）作詞:Ms.OOJA/作曲:海田庄吾

### その他
- Toe    
  - Re:designed　
    - i dance alone remix （2003年）
- Toe    
  - the book about my idle plot on a vague anxiety 
    - 反逆する風景（2005年）
- 映画　ふしぎな岬の物語 〜望郷〜 　演奏　村治佳織　作曲　安川午朗　編曲　海田庄吾
- 映画　いのちの停車場　演奏　村治佳織　作曲　村治佳織　編曲　海田庄吾